# 亀井万喜子
亀井 万喜子（かめい まきこ、1855年4月22日（安政2年3月6日） - 1927年3月24日）は、三省堂創業者。
江戸駿河台に生まれる。両親を幼くして亡くして明治維新となり、困窮を極めた。養子に亀井忠一を迎え、履物屋など、様々な商売を営んだが、1882年に神保町に移って始めた商売が古書店で、これが三省堂書店の礎となった。
当時、主に学生を相手に書籍を売り買いしていたが、ほとんどが洋書で、それはドイツ語や英語だった。万喜子も忠一もそれらを読むことができず、学生に騙され、高く買い、安く売ることが少なくなかった。そのため、万喜子はそれらを習うことにした。毎日、店を閉め、家事を終えてから出かけた。まず、ドイツ語、次に英語を身に付けた。これは、 「ウエブスター氏 新刊大辞書和訳辞彙」などの出版にも役立つこととなった。